# Ira Wohl
Ira Wohl (* 1944 in New York City) ist ein US-amerikanischer Dokumentarfilmer und Filmeditor.

## Leben
Ira Wohl besuchte die Forest Hills High School in Queens. Danach arbeitete er für ein Bauunternehmen und studierte parallel dazu abends am City College in Harlem. Später ging er für ein Jahr nach Europa. Sein erster Kontakt zum Filmgeschäft war die Mitarbeit als Schnittassistent an Orson Welles’ unvollendetem Film Don Quijote in Madrid. Nach seiner Rückkehr nach New York verdiente er seinen Lebensunterhalt als Editor von Werbespots. Er begann zudem, erste Kurzfilme zu drehen. Seine 17-minütige Dokumentation Co-Co Puffs (1972) über einen aggressiven Jazz-Schlagzeuger, der mit aller Macht versucht, einer Frau eine komplizierte Trommelschlagfolge beizubringen, lief erfolgreich auf dem Ann Arbor Film Festival.
Sein Mitwirken als Editor und Regisseur an der Kinder-Fernsehserie The Big Blue Marble motivierte Wohl dazu, sich in Vollzeit dem Filmdreh zu widmen. Er begann trotz finanzieller Hindernisse mit der gleichzeitigen Umsetzung von drei abendfüllenden Dokumentarfilmen. Hierzu gehörte Guter Junge (1979), eine Dokumentation über seinen geistig behinderten Cousin Philly Wohl, der in ein Pflegeheim umzieht, als seine Eltern nicht mehr in der Lage sind, sich um ihn zu kümmern. Dreieinhalb Jahre arbeitete Wohl an dem Film, wobei er als Regisseur, Drehbuchautor, Produzent, Editor sowie Sprecher agierte und auch selbst darin auftrat. Bei der Oscarverleihung 1980 wurde er für seine Leistung mit dem Oscar in der Kategorie Bester Dokumentarfilm ausgezeichnet. Guter Junge gewann unter anderem auch den Publikumspreis beim Toronto International Film Festival 1979. Kritiker Roger Ebert zählte ihn zu den zehn besten Filmen des Jahres 1980.
Nach seinem Erfolg mit Guter Junge trat Wohl zwischenzeitlich kaum noch als Filmschaffender in Erscheinung. Mit 45 Jahren begann er ein Studium an der University of Southern California und erlangte dort 1993 einen Master-Abschluss im Bereich Soziale Arbeit. Er ist lizenzierter Clinical Social Worker, unterhält eine Privatpraxis und arbeitet in Teilzeit als Psychotherapeut für Studenten am Neuropsychiatrischen Institut der University of California, Los Angeles.
Wohl drehte zwei Fortsetzungen zu Guter Junge. In Best Man (1997) dokumentiert er das weitere Leben von Philly Wohl, während Best Sister (2006) die Entwicklung seiner Cousine Frances zeigt, welche in Guter Junge noch als Pflegende erscheint, nun aber selbst pflegebedürftig wird.
Wohl lebt in Los Angeles und Coronado, Kalifornien. Er ist verheiratet und hat eine Adoptivtochter.

## Filmografie (Auswahl)
- 1970: Mary (Kurzfilm)
- 1972: Co-Co Puffs (Kurzfilm)
- 1974: The Magic Beauty Kit (Kurzfilm)
- 1974: Lialeh
- 1974–1976: The Big Blue Marble (Fernsehserie)
- 1979: Guter Junge (Best Boy)
- 1986: Jay Leno and the American Dream
- 1997: Best Man: 'Best Boy' and All of Us Twenty Years Later
- 2003: People Say I’m Crazy
- 2006: Best Sister